# تقنية عالية

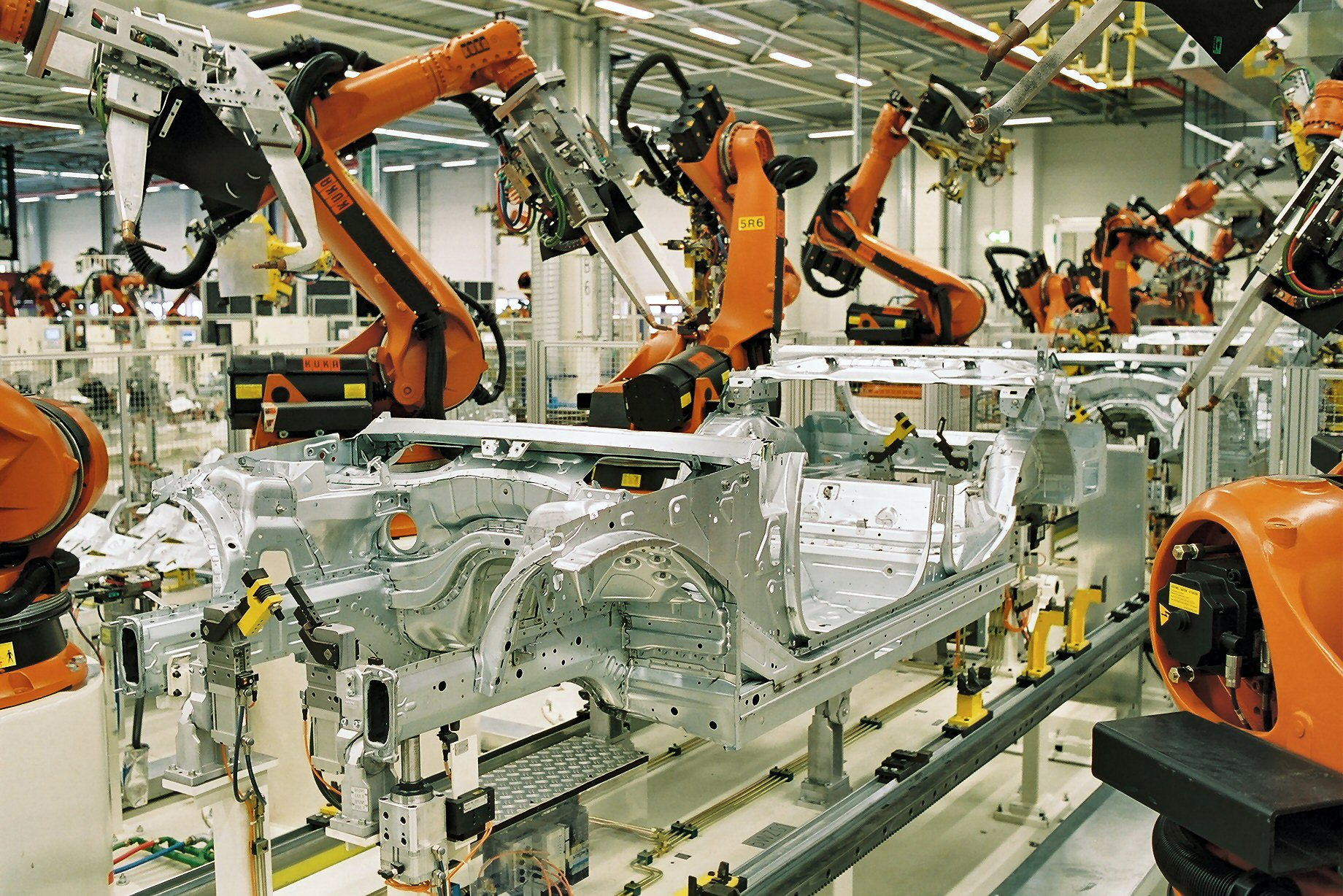

التقنية الفائقة (بالإنجليزية: High-tech هاي تيك، اختصاراً لـ High Technology)‏ هي التقنية المتواجدة في الوضع الأكثر تقدما المتوفر حالياً. يشير المصطلح في كثير من الأحيان للصناعات المتعلقة بعالم الحوسبة، ولكنه يشمل أيضاً الإلكترونيات، البيوتكنولوجيا ومجالات أخرى.
لا توجد فئة معينة من التقنيات يمكن تعريفها تلقائيا كتقنية فائقة، لأن تعريفها يتغير مع مرور الوقت؛ بحيث أن منتجات اعتبرت كتقنية فائقة في الستينات من القرن الماضي، إن لم تكن تقنية منخفضة في زمننا، فإنها على الأقل بدائية بشكل ما. هذا التعريف الغامض شجع أقسام التسويق على اعتبار كل شيء جديد تقريبا تقنية حديثة.
تعرف هذه التقنية أيضًا بالتقنية المتقدمة أو الخارجية،  هي التكنولوجيا التي تكون في طليعة التطور، أي أعلى شكل من أشكال التكنولوجيا المتاحة. يمكن تعريفها إما على أنها التكنولوجيا الأكثر تعقيدًا أو الأحدث في السوق. والعكس من التكنولوجيا العالية هي التكنولوجيا المنخفضة، والتي تشير إلى التكنولوجيا البسيطة والتقليدية أو الميكانيكية؛ على سبيل المثال، قد يكون القرص الدائري هو جهاز حساب منخفض التقنية. وعندما تصبح التكنولوجيا العالية قديمة، فإنها تصبح تكنولوجيا منخفضة التقنية، مثل الإلكترونيات التي تستخدم الصمام المفرغ.
ظهر المصطلح أول مرة في عام 1958 في مقالة لصحيفة نيويورك تايمز تدعو إلى "الطاقة الذرية" لأوروبا: "... غرب أوروبا، مع سكانها الكثيف وتكنولوجياها العالية...". واستخدم روبرت ميتز المصطلح في عام 1969 في مقالة، حيث قال إن آرثر كولينز من شركة رُوك ويل كولينز التقنية "تسيطر على عشرات براءات اختراع تتعلق بالتكنولوجيا العالية في مجموعة متنوعة من المجالات"، وفي مقالة عام 1971 استخدمت النسخة المختصرة من المصطلح "التكنولوجيا العالية".
قدمت منظمة التعاون والتنمية الاقتصادية، تصنيفًا واسع الاستخدام لصناعات التصنيع ذات التكنولوجيا العالية في عام 2006، ويستند هذا التصنيف إلى كثافة أنشطة البحث والتطوير المستخدمة في هذه الصناعات داخل دول المنظمة، ممّا يؤدي إلى أربع فئات متميزة.
ويُشار في بعض الأحيان إلى الشركات الناشئة التي تعمل على التكنولوجيا العالية (أو تطوير التكنولوجيا الجديدة) باسم التقنية العميقة؛ ويمكن أن يشير هذا المصطلح أيضًا إلى الابتكارات المزعزعة أو تلك التي تستند إلى الاكتشافات العلمية. ويمكن أن يشير مصطلح التكنولوجيا العالية، على عكس اللمسة العالية، إلى التجارب ذاتية الخدمة التي لا تحتاج إلى تفاعل بشري.

## قطاعات التكنولوجيا
- الطيران
- السيارات
- الذكاء الاصطناعي
- التكنولوجيا الحيوية
- البرمجيات
- الهندسة الكهربائية
- نظم المعلومات
- الضوئيات
- تكنولوجيا النانو
- الفيزياء النووية
- الروبوتات
- الاتصالات السلكية واللاسلكية

## في مجال العمارة
التصميم بالتكنولوجيا الفائقة تنطوي على استخدام مواد مرتبطة بالصناعة والتكنولوجيا الفائقة من عامي 1980 و1990، مثل الأطر والكسوة المعدنية والمنسوجات والمواد المركبة. مباني التكنولوجيا العالية لها نوافذ كبيرة وغالبا ما تظهر للعالم الخارجي الأنشطة ألداخلية. وعادة هي مزيج من منحنيات هائلة وخطوط مستقيمة. بطرق متنوعه التكنولوجيا العالية هي ردة فعل ضد العمارة القبيحة التي ليس لها خصائص ما بعد الحداثة. أسلوب التكنولوجيا العالية هو الذي نشأ في 1980 والذي ما يزال خيارا شعبيا. في المملكة المتحدة، من أنصار الرئيسي ريتشارد روجرز، ونورمان فوستر[بحاجة لمصدر]